# الطب النفسي الاجتماعي

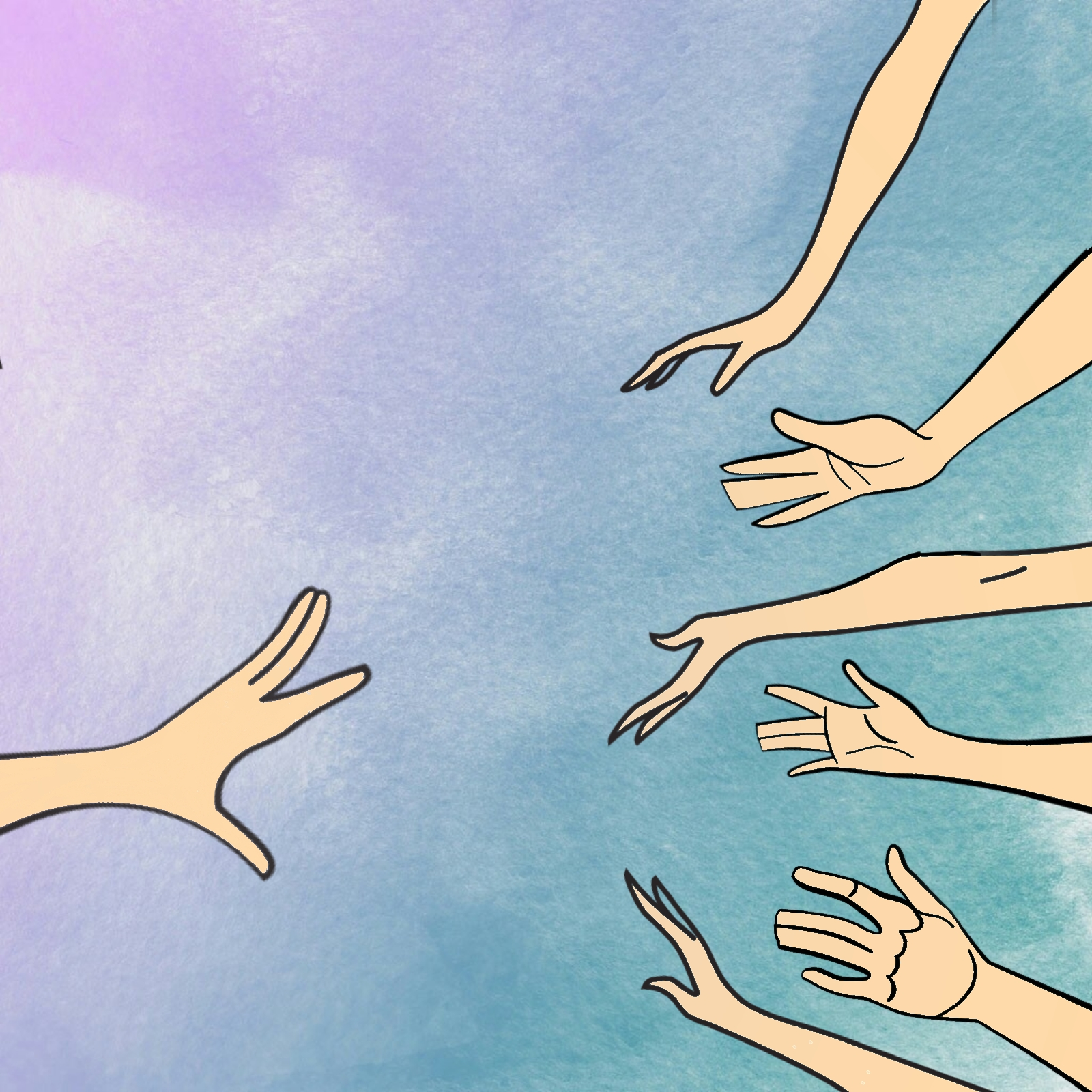
ظهر مصطلح الطب النفسي الاجتماعي خلال النصف الأول من القرن العشرين، ويركّز على العلاقة بين الفرد والمجتمع.

الطب النفسي الاجتماعي (بالإنجليزية: Social psychiatry)‏ هو فرع من فروع الطب النفسي يركّز على السياق الشخصي والثقافي للاضطراب النفسي والصحة النفسية، ويشمل مجموعة متفرقة من النظريات والمناهج. يتراوح عمله بين الأبحاث المسحية الوبائية من جهة والعلاج النفسي الفردي أو الجماعي.
يجمع الطب النفسي الاجتماعي بين التدريب الطبي ونظريات مجالات أخرى مثل الأنثروبولوجيا الاجتماعية، وعلم النفس الاجتماعي، والطب النفسي الثقافي، وعلم الاجتماع، والتخصصات الأخرى المتعلقة بالضغوط النفسية والاضطراب.
ويُعنى الطب النفسي الاجتماعي بشكل خاص على تطوير المجتمعات العلاجية، وتسليط الضوء على أثر العوامل الاجتماعية والاقتصادية على المرض النفسي. ويمكن مقارنة الطب النفسي الاجتماعي مع الطب النفسي الحيوي الذي يركز على الوراثة والكيمياء العصبية في الدماغ والأدوية. وكان الطب النفسي الاجتماعي هو النموذج السائد للطب النفسي لفترات من القرن العشرين، ولكنه حاليًا أصبح أقل وضوحًا من الطب النفسي الحيوي.
بعد استعراض تاريخ وأنشطة الطب النفسي الاجتماعي، قدّم عالم النفس والطبيب النفسي الكندي فينتشينزو دي نيكولا ثلاثة توصيفات رئيسية للطب النفسي الاجتماعي، وختم بمنهجية للطب النفسي الاجتماعي في القرن الحادي والعشرين:
1. ما هو الشيء الاجتماعي في الطب النفسي؟ تتضمن مشاكل التعريف التي تنشأ، مثل المعارضة الثنائية، والحاجة إلى لغة مشتركة.
2. ما هي نظرية الطب النفسي الاجتماعي وممارسته؟ تشمل المبادئ الأساسية والقيم والمعايير التشغيلية للطب النفسي الاجتماعي؛ والمحددات الاجتماعية للصحة وحركة الصحة العقلية العالمية؛ والحاجة إلى الأبحاث المترجمة. ويحدد هذا الجزء من التوصيفات المعايير الدنيا لنظرية متماسكة للطب النفسي الاجتماعي، ووجهة نظر الأشخاص التي تنبثق من مثل هذه النظرية، الذات الاجتماعية .
3. لماذا حان الوقت لتوضيح الطب النفسي الاجتماعي. يوضح هذا البيان معايير نظرية الطب النفسي الاجتماعي بناءً على كل من الذات الاجتماعية والمحددات الاجتماعية للصحة، لتقديم تعريف اجتماعي شامل للصحة.[1]

## التاريخ
خلال النصف الأول من القرن العشرين، أبرزت الأحداث مسألة العلاقة بين الفرد والمجتمع، وأطلق الأطباء النفسيين الذين أظهروا استعدادًا لمواجهة هذه المسائل في بلادهم، بعد الحرب، مصطلح "الطب النفسي الاجتماعي".
كان علاج النفس التحليلي وجميع فروعه مبني على نهج تجاه المريض يركز حصريًا على الفرد، وكانت الجوانب العلاجية ضمنية في العلاقة بين المعالج والمريض، ولكن المصدر الرئيسي للمشكلة ودافع التغيير كان ينظر إليه على أنه داخلي (داخل الفرد)، مع تجاهل السياقات الاجتماعية والسياسية بشكل كبير. وفي عام 1981، لاحظ الباحث ساراسون "أن المجتمع لا يوجد لدى العالم النفسيّ، بل أن المجتمع خلفية غامضة غير متبلورة يمكن تجاهلها عند المرء لفهم قوانين السلوك". (ساراسون، 1981).
تضمنت المعالم المبكرة في الطب النفسي الاجتماعي الدراسات التالية: كارين هورني، التي كتبت عن الشخصية لأنها تتفاعل مع الآخرين (1937)؛ وإريك إريكسون، الذي ناقش تأثير المجتمع على التنمية (1950)؛ وعمل الطبيب النفسي هاري ستاك سوليفان (1953) الذي دمج المفاهيم السوسيولوجية والديناميكية النفسية، وعمله على دور التفاعلات المبكرة بين الأشخاص في تنمية الذات؛ ودراسة ميدتاون مانهاتن بجامعة كورنيل التي بحثت في انتشار الأمراض العقلية في مانهاتن؛ وأوجست هولينجهيد، وفريدريك ريدليش، في دراسة تأثير الطبقة الاجتماعية على الظروف النفسية (1958)؛ وألكسندر إتش ليتون، الذي درس العلاقة بين التفكك الاجتماعي والمرض العقلي (1959)؛ ودراسة لبورو الذي تُعد رائدة في تحديد الأسباب الاجتماعية للاضطراب العقلي، وقد إقترح الباحث "علم الاجتماع" كإسم لهذا النظام الجديد. 
وعلى مر السنين، أسهم العديد من علماء الاجتماع في النظريات والأبحاث الهادفة لتنوير الطب النفسي في هذا المجال نذكر على سبيل المثال  أفيسون وروبينز  الذين وضح العلاقة بين العوامل الاجتماعية والمرض العقلي من خلال العمل المبكر لهولينجهيد وريدليش في شيكاغو في ثلاثينيات القرن الماضي، حيث وجدا أن تركيزًا كبيرًا من الأفراد المصابين بالفصام في المناطق المحرومة من المدينة قد تكرر عدة مرات في جميع أنحاء العالم، على الرغم من وجود الجدل القائم حول مدى إنجراف الأفراد المعرضين للخطر إلى هذه المناطق أو إرتفاع معدل حدوث الاضطراب في الفئات المحرومة إجتماعيا؛ وكذلك دراسة ميدتاون مانهاتن كذلك التي أجرتها جامعة كورنيل في خمسينيات القرن الماضي التي بحثت في إنتشار المرض النفسي بين سكان مدينة نيويورك (سرولي، سانجر، مايكل، أوبلر، وريني، 1962)؛ ودراسة المستشفيات الثلاثة (وينغ جيه كيه وبراون جيه، في العلاجات الاجتماعية للفصام المزمن: مسح مقارن لثلاثة مستشفيات للأمراض العقلية، 1961، مجلة العلوم العقلية) الذي كان عملاً مؤثرًا للغاية، أظهر بوضوح أن فقر البيئة في المستشفيات العقلية الفقيرة يؤدي إلى إعاقات أكبر لدى المرضى.
وكان للطب النفسي الاجتماعي دور فعال في تطوير المجتمعات العلاجية، مع تأثير ماكسويل جونز، ومين، وويلمر وآخرون (1958؛ 1960)، بالإضافة إلى منشورات نقد لنظام الصحة العقلية الحالي، لغرينبلات وآخرون (1957)، والتأثيرات الاجتماعية والسياسية التي تغلغلت في عالم الطب النفسي، كما استحوذ مفهوم المجتمع العلاجي والبيئة العلاجية على مجال الطب النفسي للمرضى وسيطر على الباحثين طوال الستينيات.
كان الهدف من المجتمعات العلاجية هو إيجاد بيئة علاجية أكثر ديمقراطية، وتجنب الممارسات الاستبدادية والمهينة للعديد من مؤسسات الطب النفسي في ذلك الوقت، وقتوم فلسفتها المركزية على أن العملاء هم مشاركين نشطين في علاج الصحة العقلية الخاصة بهم ومع بعضهم بعضاً، وأن المسؤولية عن الإدارة اليومية للمجتمع يتقاسمها العملاء والموظفين.

## العمل الحالي
يمكن تطبيق الطب النفسي الاجتماعي بشكل أكثر فاعلية للمساعدة على تطوّير وتعزيز الصحة العقلية والوقاية من بعض الأمراض العقلية من خلال تثقيف الأفراد والأسر والمجتمعات. فقد كان الطب النفسي الاجتماعي مهمًا في تطوير مفهوم "أحداث الحياة" الرئيسية بوصفها مسببات لاعتلال الصحة العقلية، بما في ذلك، على سبيل المثال، التعرض للفجيعة أو الترقية أو الانتقال من المنزل أو إنجاب طفل.
وعلى الرغم من أن المراكز الداخلية كانت سابقًا تمثل الشكل الشائع للمجتمعات العلاجية، إلا أن العديد منها تعمل الآن كمراكز يومية، وتركز غالبًا على اضطراب الشخصية الحدية، وتدار من معالجين نفسيين أو معالجين فنيين بدلاً من الأطباء النفسيين. ويساعد الأطباء النفسانيون الاجتماعيون في اختبار إستخدام التشخيصات النفسية عبر الثقافات المختلفة، وتقييم الحاجة أو العجز، ممّا يظهر الروابط الخاصة بين الأمراض النفسية، والبطالة، والازدحام ، والأسر ذات العائل الوحيد.
كما يعمل الأطباء النفسانيون الاجتماعيون أيضًا على ربط مفاهيم مثل تقدير الذات، والقدرة على الفعالية الذاتية بالصحة النفسية، وبالتالي بالعوامل الاقتصادية والاجتماعية. ويعمل الأطباء النفسانيون الاجتماعيون على تطوير المؤسسات الاجتماعية المخصصة للأشخاص الذين يعانون من مشاكل صحية نفسية، وتعتبر هذه المؤسسات أعمال تجارية عادية في السوق، توظف عددًا كبيرًا من الأشخاص ذوي الإعاقات وتدفع أجورهم بشكل منتظم، ويعملون بناءً على عقود عمل منتظمة. وتوجد حوالي 2000 مؤسسة اجتماعية في أوروبا، ونسبة كبيرة من الأشخاص ذوي الإعاقات الذين يعملون في هذه المؤسسات يعانون من إعاقات نفسية. وتختص بعض هذه المؤسسات بشكل خاص بالأشخاص ذوي الإعاقات النفسية. (مارينتال شبكة المؤسسات الاجتماعية التي تدعم تطوير المؤسسات الاجتماعية في أوروبا، المملكة المتحدة، 1999)
غالبًا ما يركز الأطباء النفسيون الاجتماعيون على إعادة التأهيل النفسي في سياق اجتماعي، بدلاً من "العلاج" في حد ذاته، وهو نهج ذو صلة هي خدمة الصحة النفسية المجتمعية، ويسهل الإدماج الاجتماعي للأشخاص الذين يعانون من مشاكل الصحة العقلية هو التركيز الرئيسي للطب النفسي الاجتماعي الحديث.

## مقالات ذات صلة
- تحليل نفسي
- علم اجتماع التحليل النفسي